# Le cake-walk infernal
Le cake-walk infernal è un cortometraggio muto di Georges Méliès del 1903.

## Trama
Un gruppo di ballerini e ballerine danzano al ritmo di cake-walk all'inferno.